# واكيزاشي

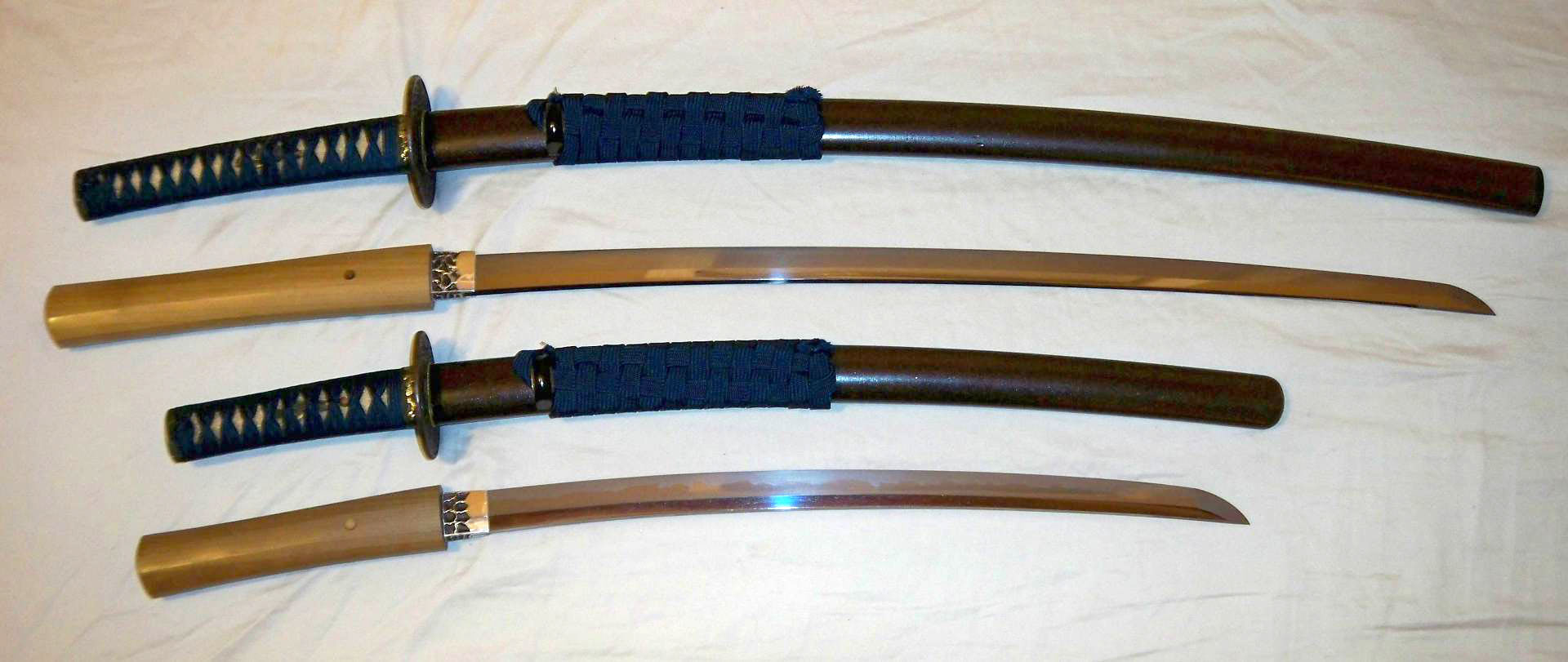
كاتانا ديشو وواكيزاشي

واكيزاشي (باليابانية: 脇差) هو سيف ياباني قصير يسمى أحياناً بصديق الساموراي لأن الساموراي يحمله دائماً ,هذا السيف يصنع تقريبا بالتقنيات نفسها التي يصنع بها السيف الياباني أو كاتانا وكذلك المعدن المسمى ب تاماهاجاني وهو كذالك سيف من مقبض ليد واحده فقط واستخدمه النينجا كذلك .

## التاريخ
ينقسم إنتاج السيوف في اليابان إلى فترات زمنية محددة:
- جوكوتو (上古刀، السيوف القديمة، حتى حوالي 900 م )
- كوتي (古刀، السيوف القديمة من حوالي 900-1596)
- الشنتو (新刀، سيوف جديدة 1596 - 1780)
- شينشينتي (新々刀، سيوف جديدة 1781-1876)
- جندايتو (現代刀، السيوف الحديثة أو المعاصرة 1876 حتى الوقت الحاضر)

يبلغ طول نصل الواكيزاشي ما بين 30 و 60 سم. سيوف واكيزاشي القريبة من طول كاتانا تسمي أو-واكيزاشي، سيوف واكيزاشي القريبة من طول تانتو تسمي كو-واكيزاشي. سيوف واكيزاشي ليست بالضرورة نسخة مصغرة من كاتانا. حيث يمكن تشكيلها بشكل مختلف ولها مقطع عرضي مختلف.

استخدم سيف واكيزاشي منذ القرن الخامس عشر أو السادس عشر. اسخدم الواكيزاشي كسيف احتياطي أو مساعد؛ كما تم استخدامه للقتال عن قرب، لقطع رأس خصم مهزوم. كان واكيزاشي واحدًا من عدة سيوف قصيرة متاحة للاستخدام من قبل الساموراي.

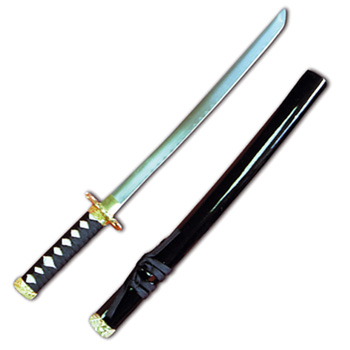
واكيزاشي وغمده